# 鍋島昭茂
鍋島 昭茂（なべしま あきしげ、1964年12月8日 - ）は、フリーアナウンサー。元山陽放送アナウンサー。ホワイトマジックエンターテインメントジャパン所属。また、マーキュリングにも登録している。

## 人物
東京都渋谷区出身。東洋大学卒業後の1988年、山陽放送にアナウンサーとして入社した。
現在は、WOWOWやCSなどでスポーツ中継を担当している。
肥前鹿島藩主家の出身であり、佐賀県知事・参議院議員などを務めた鍋島直紹の孫に当たる。

## 山陽放送時代の担当番組

### ラジオ
- トヨペットQ 本町倶楽部
- ラジばたワイド2丁目1番地
- ベストヒットRSK

### テレビ
- RSK5時
- ザ・ベストテン（RSK追っかけマン）

## 現在の担当番組
- GAORAなどスポーツ中継
  - プロ野球中継（日本ハムの東京ドーム主催試合）
  - テニス
  - Vプレミアリーグバレーボール
- デイリーニュース月曜日ほか（JCNコアラ葛飾）